# 在旷野扎营
《在旷野扎营》（俄语：Остановка в пустыне；英语：A Stop in a Desert）是约瑟夫·布罗茨基的第二本诗集，和第一本由诗人本人选编的诗集。它被认为是诗人早期作品的结集。
自1965年以来，约瑟夫·布罗茨基一直住在列宁格勒（他联系后返回那里）。此时，他只是设法偶尔在苏联报刊上发表诗歌，他的诗歌印在移民杂志上，他的第一本诗集1965年在美国出版，题为《短诗和叙事诗》（Poems and Poems），作者没有参与编订。
《在旷野扎营》是由布罗茨基本人选编的第一本诗集。诗歌的文本从苏联秘密运送到美国。该书于1970年由切霍夫出版社（Chekhov Publishing House）出版。1988年，阿尔迪斯出版社出了第二版。